# باغچه‌لی (یوسف‌علی)
باغچه‌لی (به ترکی استانبولی: Bahçeli) یک منطقهٔ مسکونی در ترکیه است که در یوسف‌علی واقع شده‌است. باغچه‌لی ۱۰۶ نفر جمعیت دارد.